# Johnny Richards
Johnny Richards, geboren als Juan Ricardo Cascales (Querétaro, 2 november 1911 – New York, 7 oktober 1968), was een Amerikaanse jazzarrangeur van de modernjazz. Hij werkte voor Stan Kenton.

## Biografie
Johnny Richards groeide op in San Fernando (Californië). Zijn carrière begon in 1928 in een band in Philadelphia (Pennsylvania) en daarna ging hij naar het Verenigd Koninkrijk en schreef daar filmmuziek. Tijdens de jaren 1930 was hij werkzaam in de Hollywood-studio's, leidde hij in 1940-1945 een dansorkest, waartoe o.a. Pete Rugolo en Bob Graettinger behoorden. Vanaf 1946 werkte hij als arrangeur voor Boyd Raeburn, Stan Kenton, Charlie Barnet, Dizzy Gillespie, Sarah Vaughan, Sonny Stitt en Helen Merrill. Van 1958 tot 1960 leidde hij een eigen orkest, waarin o.a. Ben Webster, Julius Watkins, Ed Shaughnessy, Frank Rehak, Charlie Persip, Jimmy Cleveland, Gene Quill, Hank Jones en Tom McIntosh speelden.
Het meest in herinnering blijven zal Richards voor de impulsieve Stan Kenton Big Band-opnamen tijdens de jaren 1950. Hij arrangeerde Kentons Soliloquy (1950), Bags And Baggage, Prologue en Frank Speaking (1952), bovendien voor Boyd Raeburn de nummers The Man With The Horn, Prelude To The Dawn en Soft And Warm (1946), Dizzy Gillespies opnamen met strijkers van 1950 resp. 1954 en Sonny Stitts Sancho Pansa (1953).
Zijn stijl werd beïnvloed door Duke Ellington en Pete Rugolo.

## Overlijden
Johnny Richards overleed in oktober 1968 op 56-jarige leeftijd.

## Discografie
Voor Stan Kenton:
- 1953: Young at Heart (Capitol Records)
- 1956: Cuban Fire (Capitol Records)
- 1961: West Side Story (Capitol Records)

Als leader
- 1957: Wide Range (Creative World)
- 1964: My Fair Lady/My Way (Roulette/Fresh Sound Records), o.a. met Bob McCoy
- 2005: Mosaic Select (Mosaic Records)